# Lucius Marcius Philippus (consul in 91 v.Chr.)
Lucius Marcius Philippus (Latijn: L. Marcius Q. f. Q. n. Philippus;) was een Romeins politicus uit de 1e eeuw v.Chr.
Hij werd rond 104 v.Chr. tot tribunus plebis verkozen. Hij stelde een lex agraria voor en mogelijk ook een wet om de procedure te regelen in vervolgingen wegens woekeren.
Hij was vermoedelijk ook aedilis en in 66 v.Chr. (jaar is onzeker) praetor. Hij bekleedde het religieuze ambt van augur reeds voor 93 v.Chr. In 93 v.Chr. verloor hij in de consulaatverkiezingen van de homo novus Marcus Herennius, die tevens augur was.
Hij was consul in 91 v.Chr. samen met Sextus Julius Caesar. Hij was bij het begin van de Marsische Oorlog tegenstander van de optimates. Hij verzoende zich echter later met hen en droeg inderdaad het zijne bij tot de afschaffing van de wetten van Marcus Livius Drusus minor.
Tijdens de dictatuur van de populares onder Lucius Cornelius Cinna werd Philippus in 86 v.Chr. censor en liet hij zijn oom Appius Claudius Pulcher uit de Senaat verwijderen. Hij hield vervolgens zijn politieke activiteiten beperkt en trad in 82 v.Chr. tot de staf van Sulla toe, voor wie hij als legatus de provincia Sardinia wist te winnen, waarbij hij de tot de populares behoren praetor Quintus Antonius Balbus doodde. Toen de strijd tussen Lucius Cornelius Sulla en Gaius Marius uitbrak, voegde hij zich bij de eerste. Hij achtte Gnaius Pompeius Magnus maior zeer hoog.
Zijn door Cicero zeer geroemde welsprekendheid stelde hem in staat om onvoorbereid op te treden. Daarbij bezat hij veel geest en kennis van de Griekse taal en wetenschappen. Van zijn redevoeringen, waarvan verscheiden genoemd worden, bezitten wij slechts enkele citaten.